# Déry Béla
Csalai Déry Béla (Pest, 1868. május 16. – Budapest, Józsefváros, 1932. december 15.), festőművész, a Nemzeti Szalon igazgatója, magyar királyi miniszteri biztos, magyar királyi kormánybiztos, emléklapos tartalékos főhadnagy.

## Életútja
A római katolikus nemesi származású csalai Déry családnak a sarja. Apja csalai Déry József (1820–1894), pesti köz- és váltó ügyvéd, anyja Neubauer Anna (1840–1868). Az apai nagyszülei csalai Mraz György (1785–1829), kántortanító, és Juhász Terézia voltak; az anyai nagyszülei Neubauer János, étnök és Herber Terézia voltak. Nagybátyja, csalai Déry Mihály (1809–1891), a Szent Rókus Kórház lelkésze, katolikus pap. Édestestvére csalai Déry József (1866–1937), Ítélőtáblai bíró, tartalékos hadbíró-ezredes, a Ferenc József-rend lovagja, festő, turista, hegymászó volt.
Budapesten tanult, mesterei Szemlér Mihály, Székely Bertalan és Mesterházy Lajos voltak. Dolgozott huzamosabb ideig Itáliában, Hollandiában és egyéb európai országokban. Amikor visszatért a magyar fővárosba, tevékeny résztvevője volt a művészeti élet szervezésének, az 1910-es évektől a Nemzeti Szalon igazgatója volt. Műveit bel- és külföldi kiállításokon egyaránt bemutatta, számos díjat is elnyert. Gyűjteményes kiállítása volt 1915-ben és 1921-ben a Nemzeti Szalonban, melyen több száz képét láthatta a közönség. Egyéni tárlata volt Drezdában is. A Magyar Nemzeti Galéria több képét is őrzi.

## Házassága
1905 áprilisában Budapesten feleségül vette a római katolikus tekintélyes nemesi nagymádi és várbogyai Bogyay családnak a sarját nagymádi és várbogyai Bogyay Erzsébet "Alice" (*Zalacsány, 1881. április 23.-1954) kisasszonyt, akinek a szülei nagymádi és várbogyai Bogyay István (1835–1900), földbirtokos és nedeczei Nedeczky Konstancia (1843–1916) asszony voltak. Déry Béla és Bogyay Alice frigyéből nem születtek gyermekek.